# Paroli (Album)
Paroli ist das fünfte Album der österreichischen Hip-Hop-Gruppe Texta. Es erschien am 14. September 2007 beim Sublabel Tonträger Records der Firma Hoanzl. In Deutschland und in der Schweiz ist die Veröffentlichung ein Promoalbum, das nur bestimmte Radiosender bekamen.

## Hintergrund und kommerzieller Erfolg
Nach den guten Verkaufszahlen der Alben So oder so und Blickwinkel machte die Band zwei Jahre Pause und ging dazwischen auch auf Tournee. Anfang 2007 veröffentlichte Texta gemeinsam mit Attwenger die Single (So schnö kaunst gor net) schaun! zurück. Der Song kam ins Programm des Alternative-Senders FM4 und belegte nach kurzer Zeit Platz eins der Alternative-Charts. Aufgrund großer Anfrage wurde das Lied auch als 7 inch veröffentlicht und in einigen Diskotheken gespielt.
Das Album stieg in der ersten Platzierungswoche von 0 auf 31 ein und war somit die beste Charts-Platzierung der Band seit ihrem 14-jährigen Bestehen. Danach konnte sich das Album 4 weitere Woche halten und fiel immer wieder um mehrere Plätze.

## Texte & Musik
Auf dem Album finden sich viele sozialkritische Texte. So handelt beispielsweise Um Gottes Willen von Glaubenskriegen und der Abhängigkeit vieler Menschen von ihrer Religion.
Der musikalische Stil dieses Albums ist dem Hip-Hop zuzuordnen. Es finden sich aber auch Einflüsse von Reggae und Volksmusik.

## Trackliste
1. Paroli
2. Überflüssig
3. So könnt's gehen
4. Pause für Rebellen
5. Kein Problem (feat. Nikitaman)
6. Um Gottes Willen
7. Ups and Downs (feat. Wenzel Washington)
8. Zeit
9. (So schnö kaust gor net) schaun! (feat. Attwenger)
10. Weltpolizist
11. Die Faust
12. Jugend ohne Kopf (feat. Average MC)
13. The Greatest (Interlude)
14. The Greatest Story
15. Der letzte Schrei
16. Morgengrauen
17. Ka Problem

Als Bonusmaterial ist eine DVD beigelegt, auf der eine Art von Best Of der Texta-Musikvideos zu finden ist. Außerdem gibt es Ausschnitte vom Konzert auf dem Donauinselfest im Juni 2007.